# 豊田合成記念体育館
豊田合成記念体育館（とよだごうせいきねんたいいくかん）は、愛知県稲沢市にある豊田合成管理・運営の体育館である。愛称はエントリオ（ENTRIO）。

## 概要
2019年（令和元年）の豊田合成創立70周年記念事業としてJR東海道本線 稲沢駅東口駅前（稲沢操車場跡地の一角）に建設されたもので、2020年（令和2年）9月27日に完成した。愛称の「エントリオ」は「しごと」「地域」「スポーツ」の三つの縁（エン）を大切に、お互いを支援（エン）し、共に発展していこうという思いから、「エン」と三重奏の「トリオ」を繋げて命名されたもの。
「スポーツを通して人と人がつながり、笑顔と元気が生まれる場所」をコンセプトとして、豊田合成の関与するスポーツチーム（ウルフドッグス名古屋・豊田合成ブルーファルコン名古屋・豊田合成スコーピオンズ）の公式戦や社内イベントの開催、さらには稲沢市民への開放事業も行われ、有事の際には帰宅困難者や周辺住民の一時避難場所として提供される。各チームはこれまで稲沢市井之口町にある豊田合成健康管理センターを練習拠点や試合会場として使用していたが、活動拠点がエントリオに集約されている。
2024年（令和6年）で豊田合成スコーピオンズがB3リーグを退会するに伴い、同年より名古屋グランパスの新体制発表会やファイティングイーグルス名古屋の主催試合も行われている。

## 施設概要
鉄骨鉄筋コンクリート構造2階建てで、ウルフドッグス名古屋が所属する日本バレーボールリーグ機構（Vリーグ機構）の掲げる「アリーナを核としたホームタウンの活性化」の実現を図ることを念頭に、フロア面積2,160平方メートル（バレーボールコート3面、ハンドボールコート1面、バスケットボールコート2面相当）のメインアリーナを有する。メインアリーナの観客席は1F可動席1,326席、2F固定席1,704席を含む最大3,500席。
オプトエレクトロニクス事業部が手がける発光ダイオード (LED) を施設内に積極的に活用しており、館内照明は全てLED照明で統一し、アリーナ上部にはセンターハング形（175インチ）4面、両サイド（288インチ）1面ずつのLED大型ビジョンを備える。また、開館時期が新型コロナウイルス感染症(COVID-19) の流行時期と重なっていたこともあり、豊田合成製の深紫外LEDを用いた衛生製品（手洗いスタンド、空間除菌装置、雑菌防止機能付冷水機など）を各所に設置している。
このほか、コンベンションホール3室、レストラン「& tresse」（ナゴヤキャッスル運営）、チームグッズショップを兼ねたコンビニエンスストア（ヤマザキショップ）があり、試合のない日も一般向けに開放されている。

## 交通
- 東海旅客鉄道（JR東海）東海道本線 稲沢駅東口から徒歩で約3分。